# Lauter (Wieslauter)
Lauter (som kaldes Wieslauter i den øvre del) er en flod i den tyske delstat Rheinland-Pfalz, og en af Rhinens bifloder  fra venstre med en længde på 55 km. Den har sit udspring i Pfälzer Wald på vestsiden af det 611 meter høje bjerg Weißenberg. Sammen med floderne Speyerbach, Queich og Schwarzbach danner den afvandingsområdet i Pfälzer Wald. 
I det øvre område af floden bliver den kaldt Wieslauter for at skelne den fra en biflod til Glahn som også hedder Lauter og ligger i Pfalz. 
49°14′58″N 7°48′53″Ø / 49.2494°N 7.8147°Ø